# Aeroportul Internațional Phu Bai

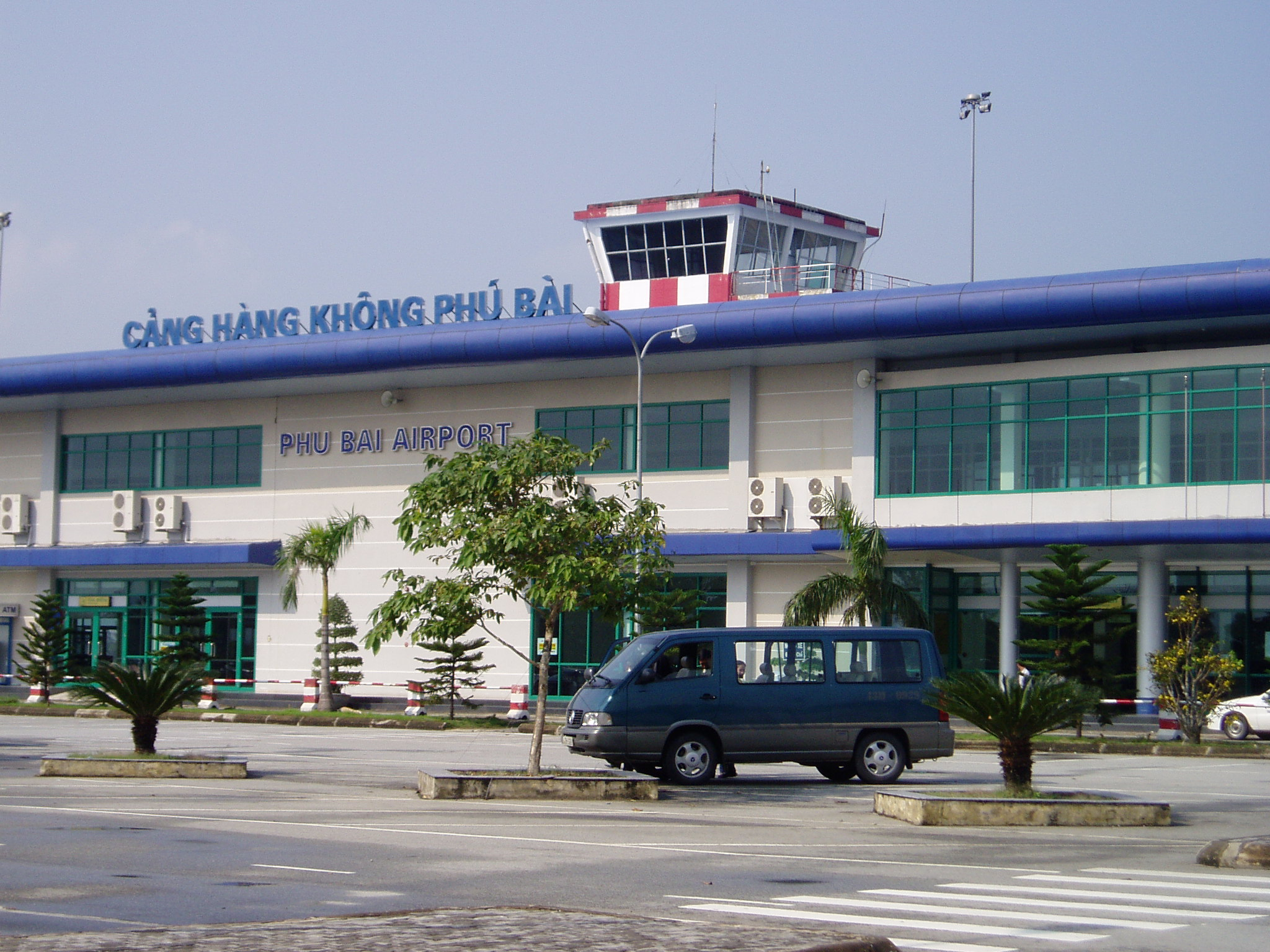
Aeroportul Internațional Phu Bai

Aeroportul Internațional Phu Bai (Sân bay quốc tế Phú Bài, Phu Bai International Airport, IATA: HUI) este un aeroport în estul districtului Huế, Vietnam. Este nodul principal pentru Vietnam Airlines. 

## Linii aeriene
- Pacific Airlines (Ho Chi Minh City)
- Vietnam Airlines (Hanoi, Ho Chi Minh City)